# Vidna Obmana
Vidna Obmana lub Fear Falls Burning, właśc. Dirk Serries (ur. 1968 w Antwerpii) – belgijski muzyk tworzący i wykonujący muzykę elektroniczną oraz ambient.
Muzyka Vidna Obmana delikatna i subtelna, choć w nastroju bardzo mroczna niekiedy zbliża się do stylu new age.

## Dyskografia
- 1991: Passage in Beauty
- 1993: Music for Exhibiting Water with Contents
- 1994: Echoing Delight
- 1994: Revealed By Composed Nature
- 1994: Still Fragments
- 1994: Parallel Flaming
- 1994: The Spiritual Bonding
- 1995: Well of Souls
- 1996: River of Appearance
- 1997: Terrace of Memories
- 1998: Twilight of Perception
- 1998: Crossing the Trail
- 1999: Motives for Recycling
- 1999: True Stories
- 1999: Landscape in Obscurity (na żywo)
- 1999: The Shape of Solitude
- 2000: Echo Passage
- 2000: The Surreal Sanctuary
- 2000: The Contemporary Nocturne
- 2001: Subterranean Collective
- 2001: Soundtrack for the Aquarium (na żywo)
- 2001: Tremor
- 2003: Spore